# Noonan-szindróma
A Noonan-színdróma (NS) egy viszonylag gyakori autoszomális domináns öröklődésű veleszületett rendellenesség, amely mind a férfiakat, mind a nőket egyformán érinti. Korábban a Turner-szindróma férfi változatának tekintették (néha még mindig így írják le), noha a genetikai okai a Noonan-szindrómának és a Turner-szindrómának eltérőek. Fő jellemzői közé tartoznak: veleszületett szívelégtelenség (általában tüdőverőérbillentyű-szűkület), ASD (a szívpitvarokat elválasztó sövényen lévő lyuk), hipertrófiás kardiomiopátia, alacsony termet, tanulási akadályozottság, pectus excavatum (tölcsérmellkas), csökkent véralvadás, és az arcvonások jellegzetes tagoltsága, ezen belül az úszóhártyás nyak és a lapos orrnyereg.  A tünetegyüttest Dr. Jacqueline Noonanről nevezték el. Ez egy RASopátiás szindróma, mivel a RAS-MAPK útvonal rendellenességeinek családjába tartozik.
Nagyon sokféle mutáció okozhat Noonan-szindrómát, így a leggyakoribb genetikai rendellenességek egyike. Becslések szerint világszerte kb. 100-ból 1 ember enyhén érintett, és kb. 2000-ből 1 szenved az NS súlyosabb formájában. A férfiak gyakrabban érintettek a nőknél. A tünetek típusai és súlyossága nagyon változatosak lehetnek az NS-es betegeknél, ezért a szindrómát nem mindig ismerik fel korai életkorban.

## Jellemzői
Gyakran beszélünk "rejtett" állapotról, amikor az érintett személy nem mutat nyilvánvaló tüneteket a külső szemlélő számára, pedig a problémák számosak és összetettek lehetnek. A legelterjedtebb (gyakoribb) jelek félkövér betűkkel kiemelve szerepelnek a listán, a gyakoriságuk pedig zárójelben található.

## Szervrendszer szerint

### Szív
Több mint 85% érintett a következő szívbetegségek egyikében:  
- Tüdőverőérbillentyű-szűkület - (50–60% között)
- Szívsövényen lévő lyuk: pitvarok közötti (10–25% között), vagy kamrák közötti (5–20% között)
- Szívzörej
- Hipertrófiás kardiomiopátia (megvastagodásos szívizom-elfajulás) – HCM (12–35% között)

### Emésztőrendszer
- Csecsemőkori táplálási és étkezési zavarok - 75%
- Étvágytalanság
- Emésztési problémák
- Gyakori vagy erőteljes hányás
- Nyelési nehézségek
- A belek rendellenes forgása
- Lelassult bélmozgás
- Gasztroparézis (késedelmes gyomorürítés)
- Egyes esetekben a táplálás etetőcsővel oldható meg.

### Urogenitális rendszer
- Rejtett heréjűség (nem szállnak le a herék)

### Nyirokrendszer
- Hátsó nyaki hygroma (úszóhártyás nyak)
- Nyiroködéma (a testfolyadék felhalmozódása a nyirokrendszer gyenge működése miatt)

### Fejlődés
- Az értelmi érintettség általában enyhe; Jaqueline Noonan elmondta, hogy találkozott olyan, a 60-as éveiben járó gyógyszerésszel, aki saját magát diagnosztizálta.
- Ügyetlenség
- Motoros fejlődési késés
- Tanulási nehézségek
- Logopédiai problémák
- Autizmus (nem jellemző)
- Lehetséges gyakori betegség, fájdalom, fejfájás és fáradtság, amely befolyásolja az iskolába járást.
- Ajánlott az egyén erősségeinek és nehézségeinek neuropszichológiai kivizsgálása, hogy személyre szabottan lehessen támogatni az iskolában és a pályafutása során.
- Egyénre szabott oktatási tervre, vagy egyéni fejlesztésre lehet szükség az iskolás korú gyerekeknél.
- A beszédfejlődési és hangképzési nehézségek csökkentésére beszédterápiára, a nagy- és a finommotoros képességek fejlesztésére pedig fizikoterápiára és foglalkozás-terápiára lehet szükség.

### Hematológia
- Változó típusú és súlyosságú véralvadási vagy vérzékenységi rendellenesség – 90%
- Sérülékenység (könnyebben keletkezik zúzódás, véraláfutás)
- Amegakariocitás trombocitopénia (alacsony trombocitaszám);
- Véralvadási zavarok
- Von Willebrand–Jürgens-szindróma (veleszületett véralvadási rendellenesség)
- Aktivált parciális tromboplasztin idő meghosszabbodása
- A VIII:C faktor részleges hiánya
- A XI:C faktor részleges hiánya
- A XII:C faktor részleges hiánya
- Trombocita-működési zavar
- Összetett véralvadási rendellenességek

### Csont- és izomrendszer
- Számos Noonan-szindrómás szenved ízületi vagy izomfájdalomtól, különösen felnőttkorban. Ennek súlyossága változó, az oka pedig ismeretlen.

### Tüdő
- Néhány Noonan-szindrómásnál korlátozott légzésfunkcióról számoltak be.

### Neurológia
- Arnold–Chiari-tünetegyüttes (1-es típus), amely vízfejűséghez vezethet, ahogy néhány betegnél feljegyezték.
- Néhány esetben neurológiai rohamok gyanúja merült fel.

### Érzéstelenítési kockázat
- A műtét során, vagy a műtét után alkalmazott narkotikumoktól előfordulhat légzési depresszió, amely egyes esetekben újraélesztést is szükségessé tett.

## Külső megjelenés

### Termet és testtartás
- Alacsony termet
- Nyaki gerincfúzió
- Gerincferdülés (scoliosis)
- A szegycsont kiemelkedése (pectus carinatum)
- A szegycsont besüppedése (pectus excavatum)
- Ízületi mozgásbeszűkülés vagy merevség
- Ízületi hipermobilitás vagy lazaság
- Lassúbb növekedés
- Elálló lapocka (scapula alata)
- Hipotónia (izomtónus-gyengeség) és hipermobilitás-szindróma
- Lordosis (fokozott háti beesettség), amit a gyönge hasi izomtónus okoz

### Fej
- Bőrtöbblet a nyak hátsó részén
- Mélyen lévő hajvonal a tarkón
- Magasan lévő hajvonal a homlokon
- Nagy fej
- Háromszögletű arcforma
- Széles homlok
- Rövid nyak, úszóhártyás nyak a nyak hátsó részén
- Göndör haj

### Szem
- Távolabb elhelyezkedő szemek (hipertelorizmus) – (95%)
- Lankadt szemhéj (kötőszalaglazulás)
- Epicanthus (extra bőrredő a belső szemzugban)
- Proptosis (kidülledő szemek)
- Fénytörési hibák, látászavar
- Befelé vagy kifelé fordult szemek (kancsalság)
- Nystagmus – a szemek rángatózó mozgása

### Orr
- Kicsi, pisze (fitos) orr

### Fülek és hallás
- Mélyen ülő fülek – (több mint 90%)
- Hátrafelé forduló fülek – (több mint 90%)
- Vastag fülcimpa (külső perem) – (több mint 90%)
- A fül nem teljes barázdáltsága
- Krónikus középfülgyulladás (fülfertőzések)

### Száj és beszéd
- Mélyen vágott philtrum (az orr és a felső ajak közötti barázda) – (több mint 90%)
- Micrognathia (kisebb méretű alsó állkapocs)
- Magas boltíves szájpadlás
- Fogproblémák
- Artikulációs nehézségek
- A nyelv gyöngébb irányítása

### Végtagok
- Tompa végű ujjak
- Extra párna az ujjakon és a lábujjakon
- Ödéma a kézháton vagy a lábfej felső részén
- Cubitus valgus (a könyök deformitása rendellenes szögben)

### Bőr
- Lymphoedema – nyirokcsomó duzzanatok a végtagokon
- Keloidos formációk, túlzott hegképződés
- Hyperkeratosis – a külső bőrréteg túlzott fejlődése
- Pigmentált naevusok, sötéten festett bőrpöttyök
- Café au lait- (tejeskávé-) foltok
- Kötőszöveti betegség

## Okok

Az NS autoszomális domináns minta szerint öröklődik, változékony megjelenési formában.

Az NS autoszomális domináns minta szerint örökölhető, változékony megjelenési formákban. A testvéreknél megjelenő ismétlődés és a szülőkről gyermekekre történő nyilvánvaló átvitel miatt már régóta feltételezték egy genetikai sérülés autoszomális öröklődését és változékony megjelenését. Ismert, hogy a RAS/mitogén-aktivált fehérjekináz jelátvivő utak mutációi kb. 70%-ban felelősek a NS-ért.
A Noonan-szindrómás személy 50% eséllyel örökíti tovább a rendellenességet a gyermekeire. Többféleképpen magyarázható az a tény, hogy az érintett gyerekek szüleiben nem mindig azonosítható az NS.
- A tünetek lehetnek annyira enyhék, hogy nem azonosíthatóak (változékony megjelenés).
- Az NS heterogén, az eltérő esetek több hasonló állapotban fordulhatnak elő, és néhányuk nem örökíthető.
- Az esetek nagy része új, szórványos mutációt jelent.

## Típusai

### NS 1 (PTPN11)
A legtöbb családban, amelynek több érintett tagja van, az NS a 12 q24.1 kromoszómával áll kapcsolatban. A Noonan-szindrómások mintegy fele hordozza a PTPN11 gén mutációját azon a helyen, ami a protein-tirozin-foszfatáz SHP-2-t kódolja. Ez a fehérje már az embrionális fejlődés során is számos sejten belüli jelátvivő út összetevője, amelyek szabályozzák a sejtosztódást, -differenciációt és -vándorlást. A jelátvivő utak között van egy, ami az epidermális növekedésifaktor-receptort közvetíti, amely a félhold alakú szívbillentyű kialakulásához fontos információ. A PTPN11 gént tartalmazó 12q24 kromoszóma-régió megduplázása szintén nyilvánvaló NS-hez vezet.

### NS2 (ismeretlen gén)
Autoszomális recesszív öröklődésű.

### NS3 (KRAS)
Egy 2006-os beszámoló szerint KRAS gének mutációja az érintettek kisebb százalékánál okozza a NS-t. (<5%)

### NS4 (SOS1)
Egy 2006-os beszámoló szerint a SOS1 mutációja is lehet az NS oka. AZ SHP-2 és az SOS1 egyértelműen szabályozzák a Ras/MAP kináz útvonalat, így ez is arra utal, hogy a szabályozás hiánya szerepet játszik az NS kialakulásában. (10%)

### NS5 (RAF1)
Egy 2007-es beszámoló szerint a RAF1 gének mutációja az érintettek kisebb százalékánál okozza a NS-t. (3–17%)

### További típusok
- A Noonan-szindrómás esetek nagy részét négy gén – PTPN11 (50%), RAF1 (3–17%), SOS1 (10%) és KRAS (<5%) – okozza, az esetek egy kisebb részéért azonban az NRAS, HRAS, BRAF, SHOC2, MAP2K1, MAP2K2 és CBL gének felelősek.[3]
- Létezik egy "neurofibromatózis-Noonan-szindróma" nevű állapot, amely a neurofibrominnal van kapcsolatban.
- Noonan-szindróma számos pigmentfolttal (angolul Noonan Syndrome with Multiple Lentigines): újabban a korábban LEOPARD-szindrómának nevezett, többek között bőrtünetekkel és siketséggel járó, szintén a PTPN11 gén által okozott betegséget is a Noonan-szindrómához sorolják.

## Diagnózis
Annak ellenére, hogy azonosítottak tizennégy gént, amely a tüneteket kiváltja, a Noonan-szindróma diagnózisa még mindig elsősorban klinikai jellemzőkön alapul. Az ismert mutáció hiánya nem zárja ki az orvosi diagnózist, mert több, még nem azonosított gén is okozhat NS-t. Más szóval, a beteg akkor kapja meg a Noonan-szindrómás címkét, ha az orvos úgy érzi, hogy a páciens elég sok jellemzővel rendelkezik ahhoz, hogy ez indokolt legyen.
A pontos gént meghatározó genetikai diagnózis készítésének legfőbb előnye, hogy utat mutathat a későbbi orvosláshoz és a fejlődés értékeléséhez, kizárja a jellegzetességek további lehetséges magyarázatait, és pontosabb becslést tesz lehetővé a kiújulási kockázat tekintetében. További genotípus–fenotípus-összefüggésekre vonatkozó vizsgálatok elvégzésével egy pozitív genetikai diagnózis segíthet a klinikai szakembernek felismerni, hogy a lehetséges rendellenességek egy bizonyos génmutáció eredményei. Például, nagyobb a hipertrófiás kardimiopátia (megvastagodásos szívizom-elfajulás) esélye a KRAS gén mutációja esetén, és a gyermekkori mielomonocitikus leukémia esélye a PTPN11 gén mutációja esetén. A jövőbeli kutatások elvezethetnek a Noonan-szindróma tüneteinek az adott beteg genetikai mutációja alapján történő specifikus kezeléséhez.

## Története

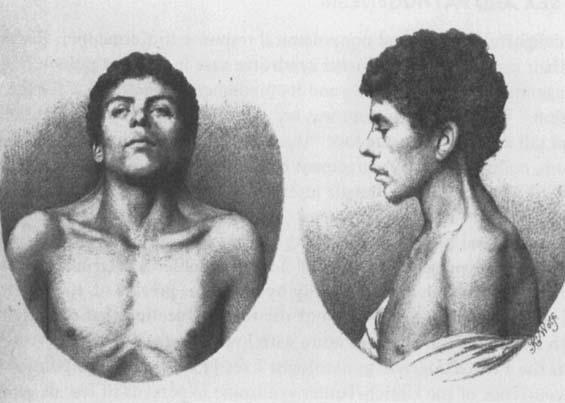
A legrégebbi ismert Noonan-szindrómás eset, amelyet Kobylinski írt le 1883-ban.

Jacqueline Noonan gyermekkardiológusként dolgozott az Iowai Egyetemen, amikor felfigyelt olyan gyerekekre, akik egy ritka típusú szívproblémával, tüdőverőér-szűkülettel (pulmonalis stenosis) születtek, és gyakran hordoztak egy jellegzetes külső megjelenést kis termettel, úszóhártyás nyakkal, távolabb álló szemekkel, alacsonyan ülő fülekkel. Mind fiúk, mind lányok érintettek voltak. Annak ellenére, hogy néha családi betegségnek tűnt, a kromoszómák nagyrészt normálisak voltak. 833 beteget tanulmányozott a veleszületett szívbetegségek klinikáján, egyéb genetikai rendellenességeket keresve, és 1962-ben megjelentetett egy írást: "Nem kardiológiai rendellenességek kapcsolata veleszületett szívbetegségekkel gyerekekben." Ebben leírt kilenc gyereket veleszületett szívbetegséggel, akiknek emellett jellegzetes arcvonásaik, mellkas-elváltozásuk volt, és alacsony termetűek voltak. Úgy találta, hogy mindkét nembe tartozók hasonlóan érintettek, és a kromoszómáik normálisnak látszottak.
Dr. John Opitz, Dr. Noonan egykori tanítványa volt az első, aki a "Noonan-szindróma" elnevezést használta olyan gyerekek esetén, akikre ráillettek a Dr. Noonan által leírt jellemzők. Dr. Noonan egy újabb írása a "Hipertelorizmus Turner-fenotípussal" címet viselte 1968-ban. 1971-ben a szív- és érrendszeri betegségek kongresszusán a "Noonan-szindróma" név hivatalosan is elismertté vált.

## Fordítás
- Ez a szócikk részben vagy egészben  a   Noonan syndrome című angol Wikipédia-szócikk fordításán alapul.  Az eredeti cikk szerkesztőit annak laptörténete sorolja fel. Ez a jelzés csupán a megfogalmazás eredetét és a szerzői jogokat jelzi, nem szolgál a cikkben szereplő információk forrásmegjelöléseként.